# Dobberkau
Dobberkau là một đô thị thuộc huyện Stendal, bang Sachsen-Anhalt, Đức. Đô thị Dobberkau có diện tích 16,44 km², dân số thời điểm ngày 31 tháng 12 năm 2006 là 309 người.